# Puntland
Il Puntland (in somalo: Puntlaand, in arabo أرض البنط‎?), ufficialmente Stato Federato del Puntland, è uno dei cinque Stati federati della Somalia, situato nell'estremità del Corno d'Africa. Costituito dalle regioni amministrative di Bari e di Nogal, la sua capitale è Garoe. Il governo del Puntland lo ha dichiarato stato autonomo nel 1998 durante la Guerra civile somala e rivendica alcuni territori ad ovest storicamente occupati dal Regno Unito ed il Regno d'Italia chiamati "Ciid" ma occupati di fatto dal Somaliland.
Il nome Puntland deriva dal termine Paese di Punt, regione storica già citata nell'antico Egitto. Nell'agosto 1998 i leader del Puntland ne hanno dichiarato l'indipendenza dalla Somalia per dare una svolta alla guerra civile somala. Successivamente, pur nell'autonomia, è stata riconosciuta l'autorità centrale rappresentata dal Governo Federale di Transizione, internazionalmente riconosciuto, il quale, a sua volta, ha dato al Puntland l'autonomia richiesta, pertanto oggi la regione del Puntland ha carattere autonomo e fa parte dello Stato Federale della Somalia. Il Puntland basa il proprio sistema politico sui clan familiari.
L'attuale presidente Said Abdullahi Deni governa il paese dal 2019, dopo essere stato rieletto l'8 febbraio 2024.

## Geografia
Confina ad ovest con lo Stato Autonomo del Somaliland e con l'Etiopia, a sud invece confina con lo Stato di Galmudug. Attualmente è in corso una disputa territoriale con il Somaliland e il nuovo Stato autonomo del Khatumo sulle regioni di Sanag e Sol e sulla parte sudorientale della regione di Tug Dair, nota come Ayn o Cayn.
Ha una popolazione stimata di circa 4'300'000 abitanti, di cui oltre la metà in centri urbani. Si parlano il somalo, arabo e italiano.

## Governo
Il sistema di governo si basa sulla separazione dei poteri tra legislativo, esecutivo e giudiziario. La capitale politica è Garoe; quella commerciale Bosaso.

### Presidenti
- Abdullahi Yusuf Ahmed (23 luglio 1998 - 30 giugno 2001)
- Yusuf Haji Nur (1º luglio 2001 - 14 novembre 2001)
- Jama Ali Jama (14 novembre 2001 - 8 maggio 2002)
- Abdullahi Yusuf Ahmed (8 maggio 2002 - 14 ottobre 2004, destituito)
- Mohamed Abdi Hashi (14 ottobre 2004 - 8 gennaio 2005)
- Mohamud Muse Hersi (8 gennaio 2005 - 8 gennaio 2009)
- Abdirahman Farole (8 gennaio 2009 - 8 gennaio 2014)
- Abdiweli Mohamed Ali (8 gennaio 2014 - 2015)
- Said Abdullahi Dani (2015-ora)

## Economia
La principale risorsa economica del Puntland è la pesca. Le coste misurano più di 1600 km, ed i fondali sono ricchi di pesce e di altre risorse ittiche. Questa ricchezza però viene sfruttata da navi di altre nazioni, che spesso usano metodi di pesca illegali (pesca a strascico) che depauperano le coste del Puntland. I principali prodotti esportati sono il tonno, l'aragosta ed il pesce essiccato. Viene anche prodotto sale marino.
Oltre alla pesca, la popolazione del Puntland è dedita all'agricoltura, alla pastorizia, all'estrazione del franchincenso e della gomma arabica.
A Las Gorei è stata costruita una fabbrica di lavorazione del tonno, che viene consumato nel paese ma anche esportato.

## La pirateria
L'ONU ha stimato che ogni anno la pirateria somala guadagni oltre 30 milioni di dollari coi sequestri delle navi e dei loro equipaggi. A causa di una rapida espansione del fenomeno, le Nazioni Unite hanno richiesto alle nazioni membri l'invio di una flotta internazionale per pattugliare le coste della Somalia, autorizzando l'uso della forza militare contro i pirati (Risoluzione 1838 del Consiglio di Sicurezza). Il governo del Puntland sta contrastando la pirateria con azioni militari e politiche.

## Media
Radio Gallacaio è la stazione radio di Stato, precedentemente chiamata Radio Somalia Libera.